# Jean de Patmos

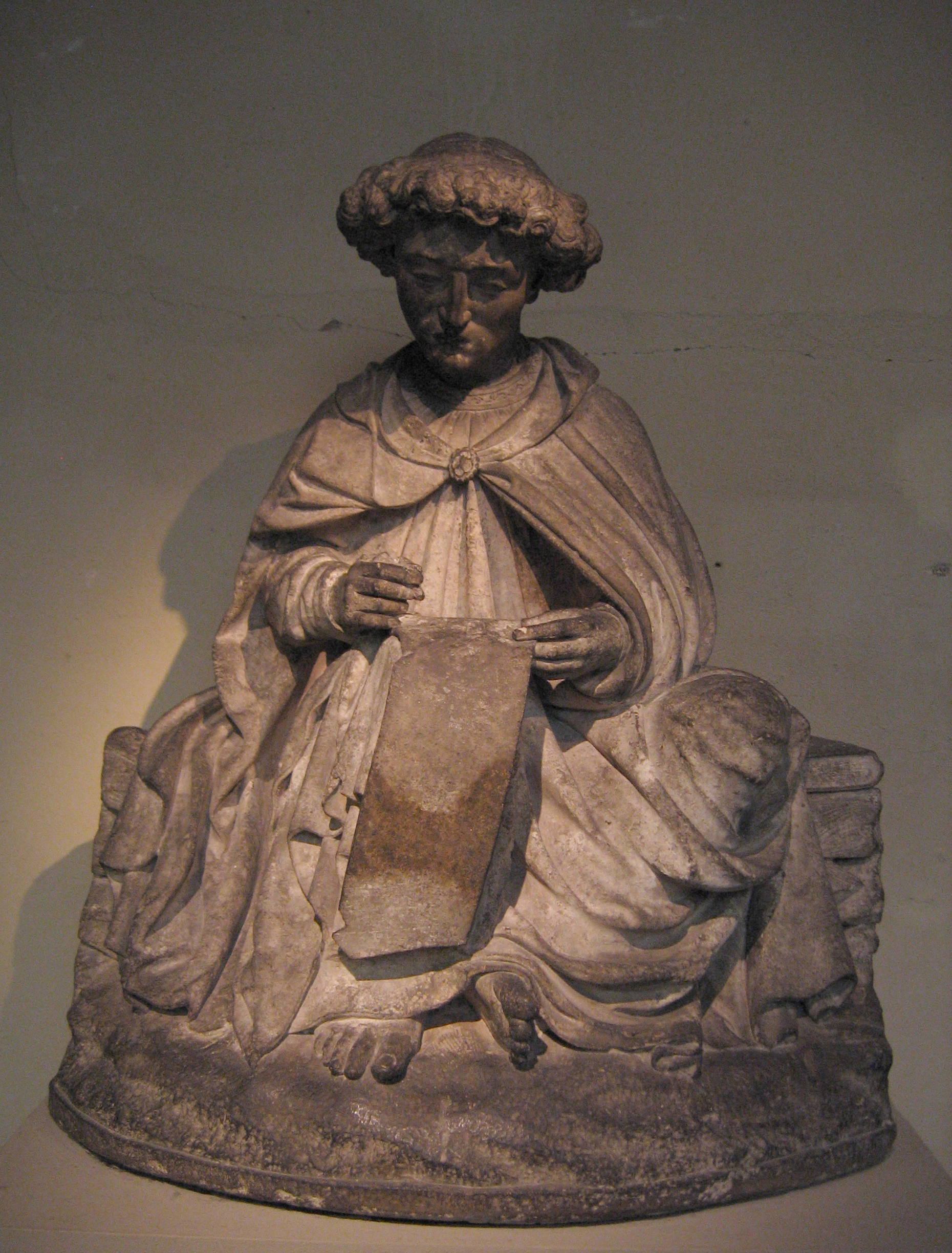
Saint Jean à Patmos, sculpture française du XVe siècle, Metropolitan Museum.

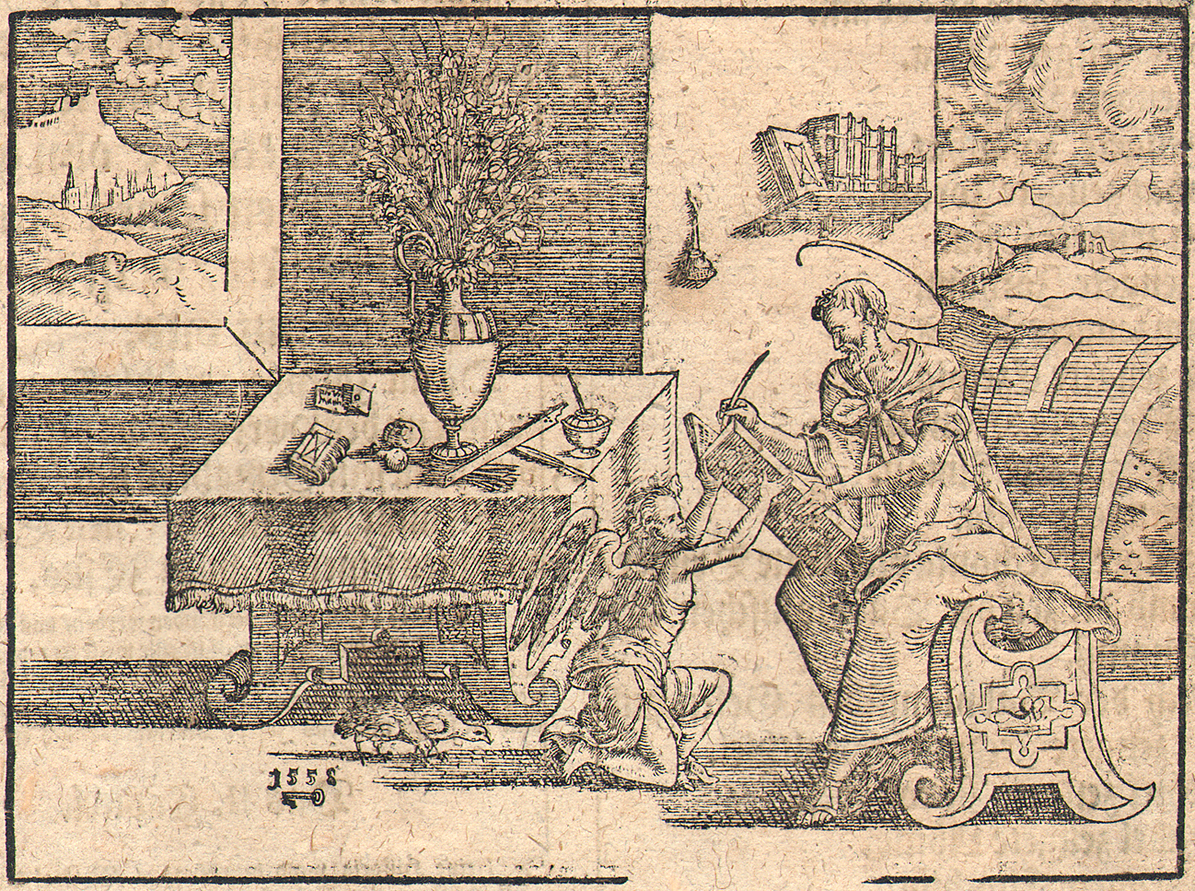
Saint Jean à Patmos. 1558.

Jean de Patmos, parfois Jean le visionnaire, est le nom donné à l'auteur de l'Apocalypse qui s'identifie sous le nom de « Jean » par quatre fois dans ce texte écrit vers 95.

## Éléments biographiques
L'auteur de l'Apocalypse n'a pas laissé de traces historiques et les traditions à son sujet s'opposent dès les premiers temps du christianisme.
En se fondant sur l'analyse exégétique et textuelle, il est vraisemblable que sa langue soit l'araméen voire l'hébreu, ce qui rend possible la thèse des chercheurs qui en font un prophète apocalyptique judéo-chrétien qui aurait fui la Palestine à la suite de la révolte juive des années 60 et se serait réfugié en Asie Mineure — peut-être à Éphèse — avant de s'exiler sur l'île de Patmos, peut-être sous la pression de ce que la tradition chrétienne appelle la persécution de Domitien mais dont la réalité est largement mise en question par les historiens. Il a pu s'agir d'un personnage important des communautés judéo-chrétiennes d'Asie Mineure aux sept Églises desquelles il s'adresse et dont le texte peut laisser penser qu'il était un prophète itinérant.
Les relations de cet auteur avec la tradition et la communauté johannique font débat mais une majorité de chercheurs incline à ne pas associer Jean de Patmos aux courants johanniques, même si des contacts ont pu avoir lieu.

## Iconographie
L'assimilation par la tradition du rédacteur de l'Apocalypse à l'apôtre et évangéliste Jean a donné lieu à la production d’œuvres d'art qui lui sont consacrées. Le personnage a inspiré plusieurs peintres, notamment :
- Saint Jean l'Évangéliste à Patmos par Jérôme Bosch ;
- Saint Jean à Patmos par Diego Vélasquez.